# Cynthia carye
Cynthia carye är en fjärilsart som beskrevs av Jacob Hübner 1806-1816. Cynthia carye ingår i släktet Cynthia och familjen praktfjärilar. Inga underarter finns listade i Catalogue of Life.